# Diego García de Paredes
Diego García de Paredes est un célèbre capitaine espagnol, né à Trujillo en 1466 et mort en 1534. 
Il appartenait à une illustre famille. Dès l’âge de douze ans, il apprit le métier des armes en se battant contre les Portugais avec son père. D. Diego se fit remarquer de bonne heure, non seulement par son courage, mais aussi par sa haute taille et par sa force extraordinaire. Si l’on en croit les chroniqueurs, il était encore adolescent qu’il arrêtait d’une seule main une roue de moulin dans son mouvement le plus rapide.
En 1485, il fit, avec son père, la guerre contre les Maures, se lia d’amitié avec Gonzalve de Cordoue, et prit une part brillante aux sièges de Ronda, de Malaga et de Grenade, sous Ferdinand V, qui l’arma chevalier de sa propre main. 
Après la mort de son père, don Diego passa en Italie, se rendit à Rome, auprès du pape Alexandre VI, son parent, entra dans la garde papale, battit les troupes des Orsini et s’empara presque seul de Monte-Fiascone, puis rejoignit l’armée espagnole, qui faisait le siège d’Ostie, et décida la prise de cette ville par un coup de main hardi. 
De retour en Espagne, il fut chargé d’aller rejoindre en Sicile, avec un corps de troupes, l’armée de Gonzalve de Cordoue, chargée de disputer le royaume de Naples au roi de France, Louis XII. Bientôt après, il conduisit des secours aux Vénitiens, qui, sous les ordres de Pezarro, essayaient de reprendre Céphalonie, tombée au pouvoir des Turcs. Là, toujours au dire des chroniqueurs, il s’illustra par des hauts faits tellement extraordinaires, qu’ils tiennent de la légende. 
En 1501, don Garcia retourna en Italie, où il continua le cours de ses exploits. Il prit Faenza aux Orsini, Cosenza, Manfredonia, Canosa, Rufo aux Français, se battit à Seminara (1503), à Cérignolo, poursuivit Louis d’Ars et soumit le duché de Sora.
De retour en Espagne, il se maria (1508) ; mais, incapable de repos, il alla, deux ans plus tard, se battre pour l'empereur Maximilien contre les Vénitiens, continua à prendre part à toutes les guerres de l’époque, se conduisit brillamment à Pavie (1525), dans l’armée de Charles Quint, qui le créa chevalier de l’Éperon d’Or, et mourut des suites d’une chute de cheval, après avoir assisté à quinze batailles, dix-sept sièges, et reçu onze blessures.
Garcia de Paredes est resté un des hommes de guerre les plus populaires de l’Espagne. À une bravoure indomptable, il joignait une loyauté, une franchise, un désintéressement qui l’ont fait comparer à Bayard, avec qui il offre, en effet, de grandes analogies, tant par son caractère que par ses prouesses. Il avait écrit lui-même sa Vie, pour l’instruction de son fils Sanche. Pulgar l’a insérée dans son recueil intitulé : Los claros varones de España (1543).